# Amt Viöl
La comunità amministrativa di Viöl (Amt Viöl) si trova nel circondario della Frisia Settentrionale nello Schleswig-Holstein, in Germania.

## Suddivisione
Comprende 13 comuni:
1. Ahrenviöl (518)
2. Ahrenviölfeld (221)
3. Behrendorf (541)
4. Bondelum (167)
5. Haselund (891)
6. Immenstedt (629)
7. Löwenstedt (714)
8. Norstedt (390)
9. Oster-Ohrstedt (652)
10. Schwesing (947)
11. Sollwitt (289)
12. Viöl* (2 243)
13. Wester-Ohrstedt (1 052)

Il capoluogo è Viöl.
(Tra parentesi i dati della popolazione al 31 dicembre 2021)